# Batalla de Bautzen
La batalla de Bautzen fou una batalla entre forces franceses i un exèrcit combinat rus i prussià els dies 20 i 21 de maig de 1813, dins la guerra de la Sisena Coalició, un dels conflictes de les guerres napoleòniques.

## Antecedents
L'exèrcit aliat retirant-se després d'haver estat vençut per Napoleó I a la batalla de Lützen, va rebre l'ordre d'aturar-se a Bautzen (sòrab: Budyšin). Les forces aliades russes i prussianes sumaven 96.000 homes, mentre que l'exèrcit francès que els perseguia comptava amb 115.000 i el mariscal Ney, a un dia de marxa, disposava d'altres 85.000.

## Batalla
Napoleó va intentar acabar definitivament amb els seus enemics atrapant-los entre les seves forces, el riu Spree i les tropes de Ney, però aquest darrer s'equivocà al situar-se i els russos i els prussians van aconseguir escapolir-se.

## Conseqüències
Després de Bautzen, Napoleó va acordar una treva de nou setmanes amb la Coalició, sol·licitada pels aliats el 2 de juny de 1813, es va signar l'Armistici de Pleischwitz el 4 de juny, que es va perllongar fins al 20 de juliol i es va estendre al 16 d'agost. Durant la treva, Napoleó reuní més tropes, especialment de cavalleria, i entrenà al seu nou exèrcit. Els aliats, però també es mobilitzaren i prepararen millor, i després es van reprendre les hostilitats, quan els austríacs es van unir a les files dels aliats, reprenent-se la campanya a l'agost, quan el 23 d'agost, a la batalla de Großbeeren, al sud de Berlín, el príncep hereu Carles de Suècia va derrotar el seu antic camarada mariscal Nicolas Charles Oudinot, el 26 d'agost el mariscal Gebhard Leberecht von Blücher va derrotar el mariscal Étienne-Jacques-Joseph Macdonald a la batalla de Katzbach.
Bonaparte es va veure obligat a reorganitzar els seus exèrcits al llarg de totes les línies de defensa, estant desesperadament mancat de cavalleria. Finalment va ser derrotat en la batalla de Leipzig en Saxònia, l'octubre de 1813, i van emprendre la reeixida invasió de França el 1814, que va forçar a Napoleó a abdicar i va obrir el camí a la restauració dels Borbó.